# 신원천
신원천(新院川)은 서울특별시 서초구 내곡동에서 발원하여 여의천으로 흘러드는 하천이다. 1992년 3월 20일부터 8월 16일까지, 1993년 3월 15일부터 6월 10일까지, 1994년 3월 7일부터 6월 20일까지 1.24 km 구간에 한하여 제방 정비 공사를 진행하였다.